# Ornithostoma
Ornithostoma (лат.) — род птеродактилоидных птерозавров из надсемейства Azhdarchoidea.

## Название
Ornithostoma переводится с греческого как «птичий рот».

## Общие сведения
В 1869 году Гарри Сили обнаружил первые образцы остатков этих животных, каталогизируя ископаемые в Кэмбридже. Свою находку он назвал Ornithocheirus simus. В 1859 году эти фрагменты уже были описаны Ричардом Оуэном и отнесены им к Pterodactylus sedgwickii и Pterodactylus fittoni. К 1871 году Сили понял, что Ornithocheirus simus имели зубной аппарат, отличный от описанного. Тогда-то он и дал им имя Ornithostoma, то есть «птичий рот», не дав более специфического названия для вида или видов рода. В 1891 году, однако, он остановился на Ornithostoma sedgwicki, а вторую группу фрагментов отнёс к представителям Pteranodon. Он определил генолектотип и голотип, описав их как CAMSM B.54485.
Сэмюэль Уиллистон в 1893 году независимо от других исследователей отнёс Ornithostoma к Pteranodon ingens, считая одно синонимом другого. Он переименовал виды рода, но современные учёные больше не используют эту классификацию. Ричард Лидеккер в 1904 году отказался от неё и, также не зная о более ранних исследованиях, назвал род O. seeleyi.
В работе 1994 года S. Christopher Bennett как и Лидеккер ранее счёл Ornithostoma отличным от Pteranodon, опираясь на строение челюсти. Он также заключил, что речь идёт о nomen dubium. В 2001 году это было отвергнуто David Unwin, считавшим, что Ornithostoma относится к птеранодонтидам. В 2012 году Александр Аверьянов кропотливо исследовал остатки снова и отнёс их к Azhdarchoidea, представив облик животного как подобный Tapejara.

## Исследования российских учёных
Существуют виды Ornithostoma, выделенные на основании находок, сделанных в России. В 1914 году Николай Николаевич Боголюбов назвал крупный позвоночник, обнаруженный около Петровска Саратовской области Ornithostoma orientalis. В 1991 году учёным George Olshevsky название было исправлено на O. orientale. Вид был переименован в Bogolubovia orientalis (Nesov & Yarkov, 1989) и отнесён к аждархидам.